# Boophis lilianae
Boophis lilianae es una especie de anfibio anuro de la familia Mantellidae.

## Distribución geográfica
Esta especie es endémica de Madagascar. Habita entre los 900 y 1000 m de altitud en las cercanías de Tolongoina en la provincia de Fianarantsoa.

## Descripción
Boophis lilianae mide unos 20 mm de largo. Su parte posterior es de color verde amarillo translúcido, ligeramente transparente en el hocico. Una delgada línea longitudinal de color rojo está presente. Su vientre es blanco con reflejos turquesas.

## Etimología
El nombre de su especie, lilianae, se le dio en referencia a Liliane Raharivololoniaina que capturó los dos especímenes tipo. La e de Liliane fue omitida para una mejor pronunciación.

## Publicación original
- Köhler, Glaw & Vences, 2008 : Two additional treefrogs of the Boophis ulftunni species group (Anura: Mantellidae) discovered in rainforests of northern and south-eastern Madagascar. Zootaxa, n.º 1814, p. 37-48[6]